# Köthnitz
Köthnitz ist ein Ortsteil der Stadt Neustadt an der Orla im Saale-Orla-Kreis in Thüringen.

## Lage
Köthnitz liegt etwa zwölf Kilometer (Luftlinie) nördlich der Kreisstadt Schleiz am Oberlauf der Auma und an der Landesstraße L 2350. Kaum zwei Kilometer  entfernt verläuft die Bundesautobahn 9. Höchste Erhebung ist der Berg (463,6 m ü. NN).

## Geschichte

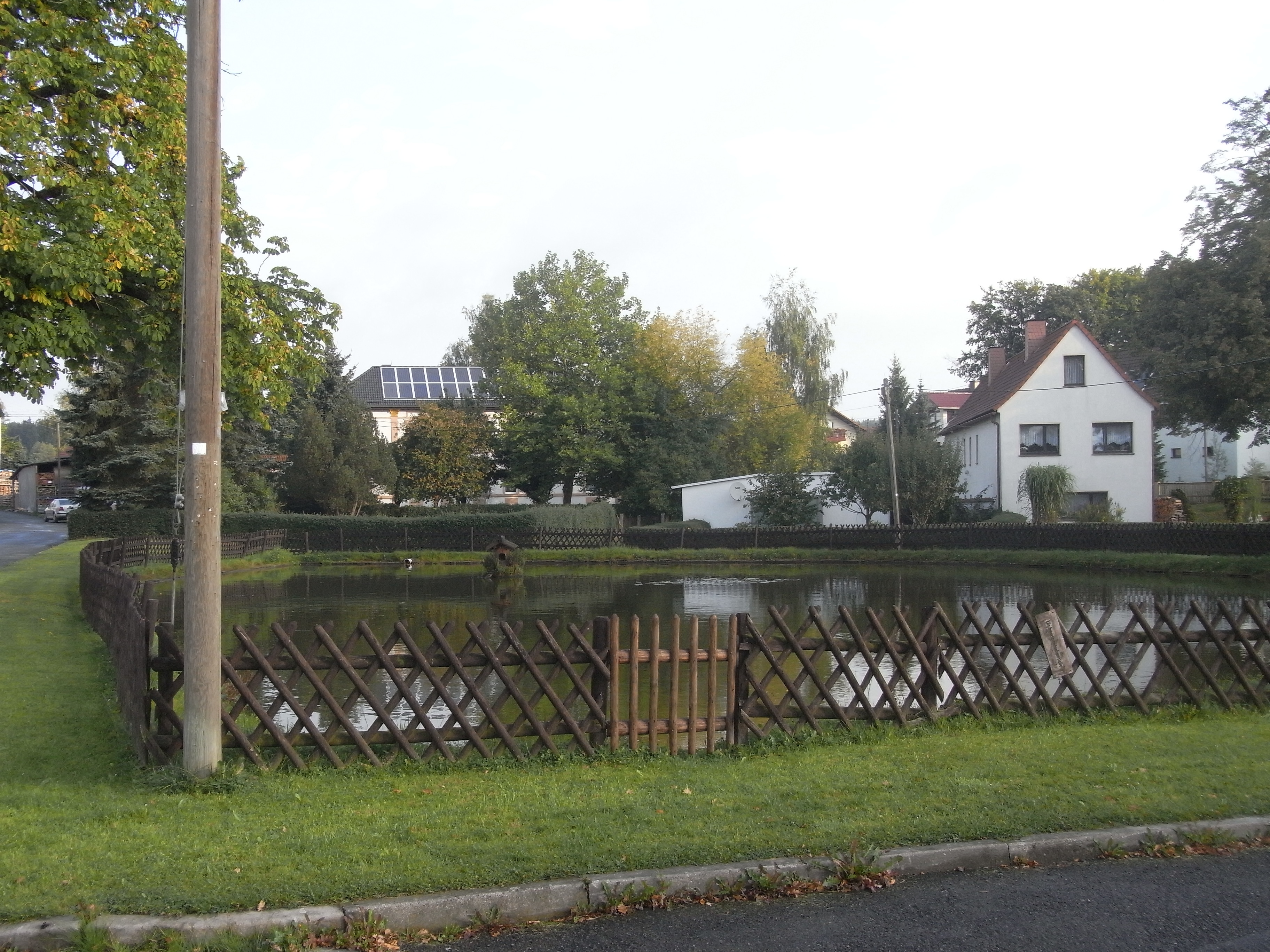
Dorfteich

Der Ort wurde um 1074 als Chotizi erstmals erwähnt, später wandelte sich die  Schreibweise des Ortsnamens in Kotenitz (1454) und  Köttenitz (1528). Während des Dreißigjährigen Krieges wird der Ort von den Schweden heimgesucht und brennt 1640 nieder. Köthnitz war dann an vier Besitzer (Rittergüter) aufgeteilt. Der Ort gehörte im 19. Jahrhundert bis zur Bildung des Landes Thüringen zum Großherzogtum Sachsen-Weimar-Eisenach, Amtsgerichtsbezirk Auma.
Die Dorfkirche war eine Filialkirche von Linda und stammt nach örtlicher Überlieferung aus dem 14. Jahrhundert, sie wurde 1826 und 1887 restauriert.  Bei der Inventarisation der Bau- und Kunstdenkmäler in den 1890er Jahren wurden wertvolle, aber bereits durch Holzwurmbefall stark beschädigte Holzschnitzereien aus romanischer Zeit auf dem Dachboden entdeckt.

## Kultur und Sehenswürdigkeiten
- Köthnitz ist ein landwirtschaftlich geprägter Ort am Rande des Erholungsgebietes Plothener Teiche. In der Ortslage befindet sich eine Dorfkirche.
- Das Waldfest in Köthnitz kann bereits auf eine über 85-jährige Tradition verweisen.[4]

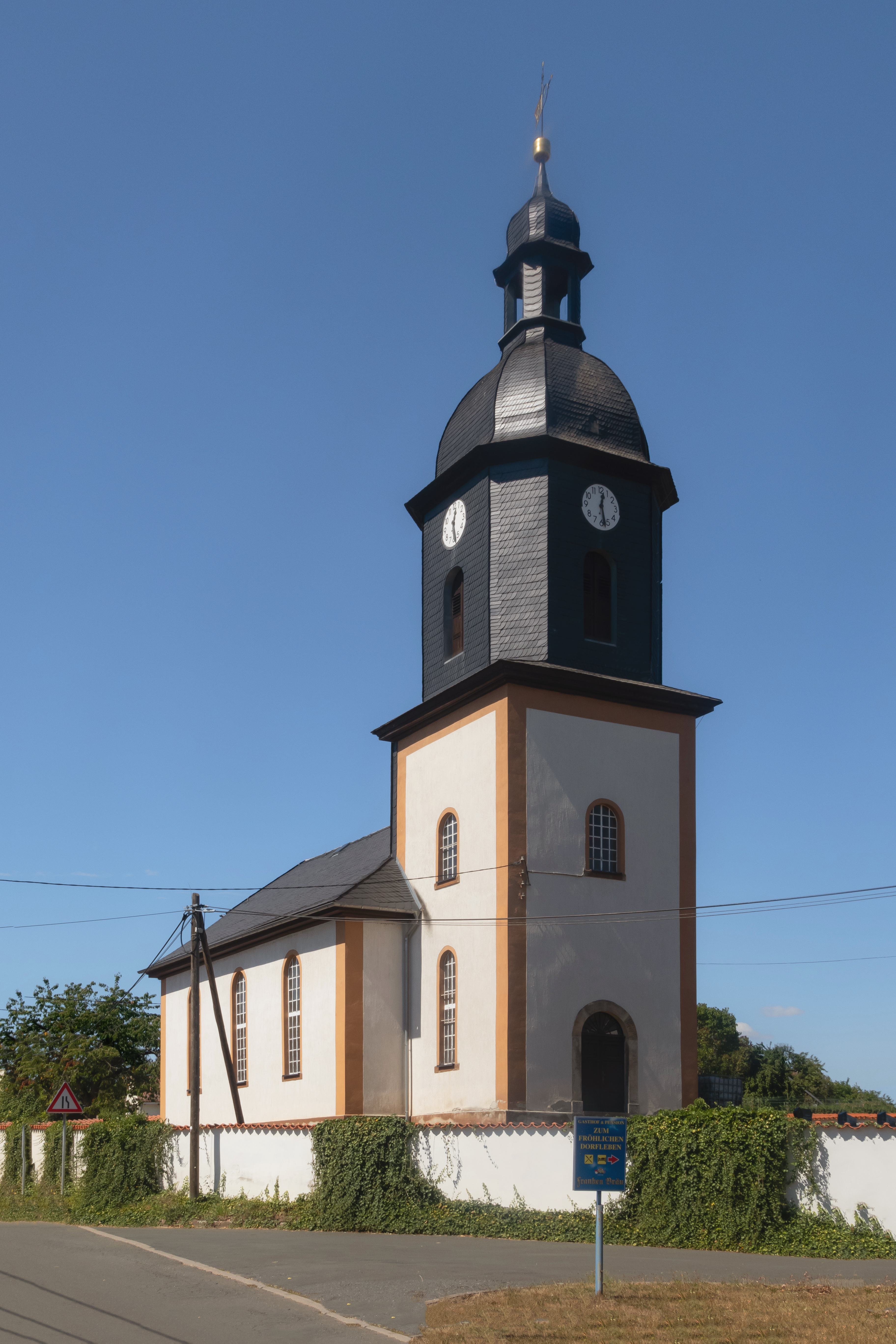
Kirche
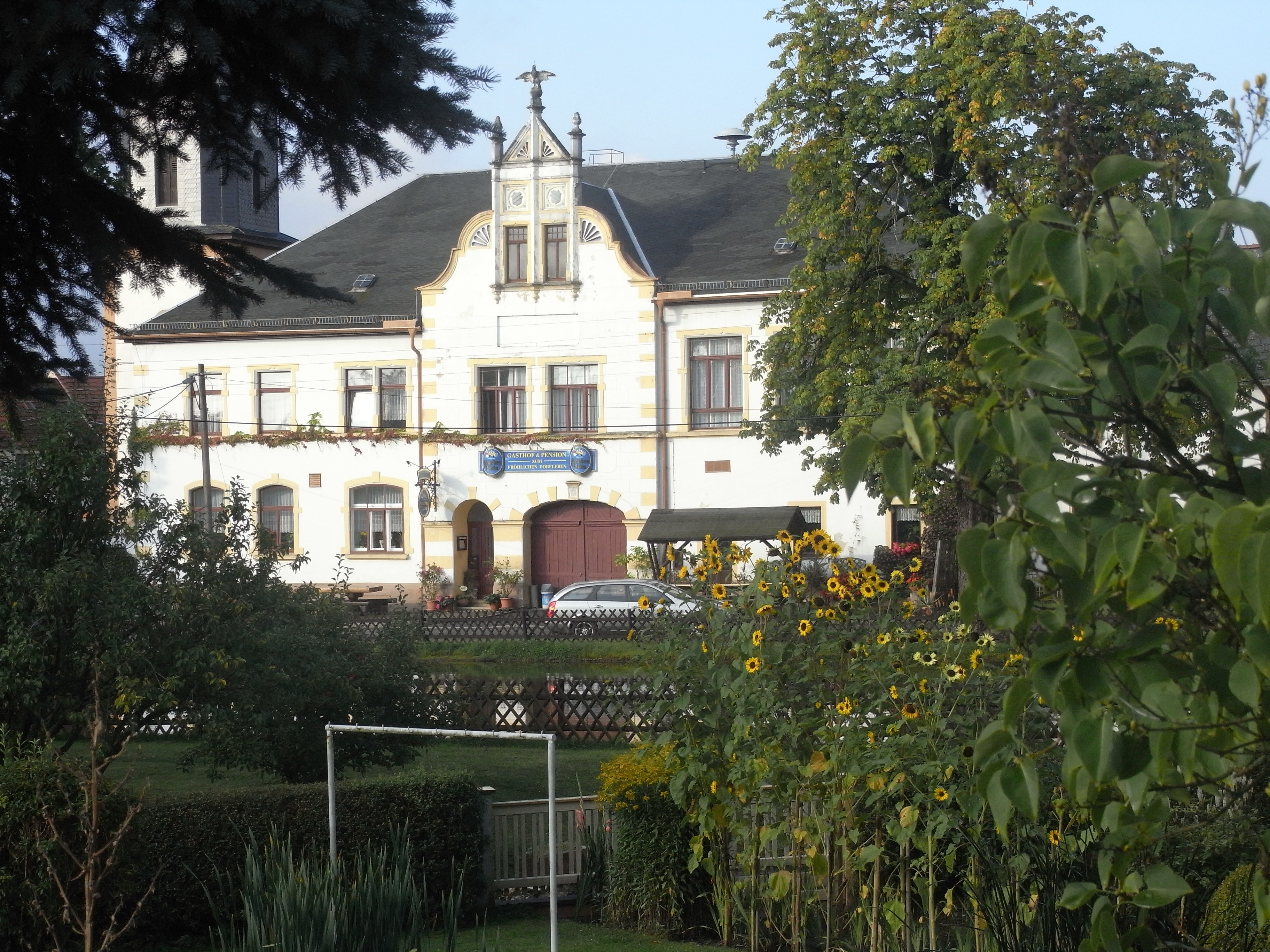
Gaststätte
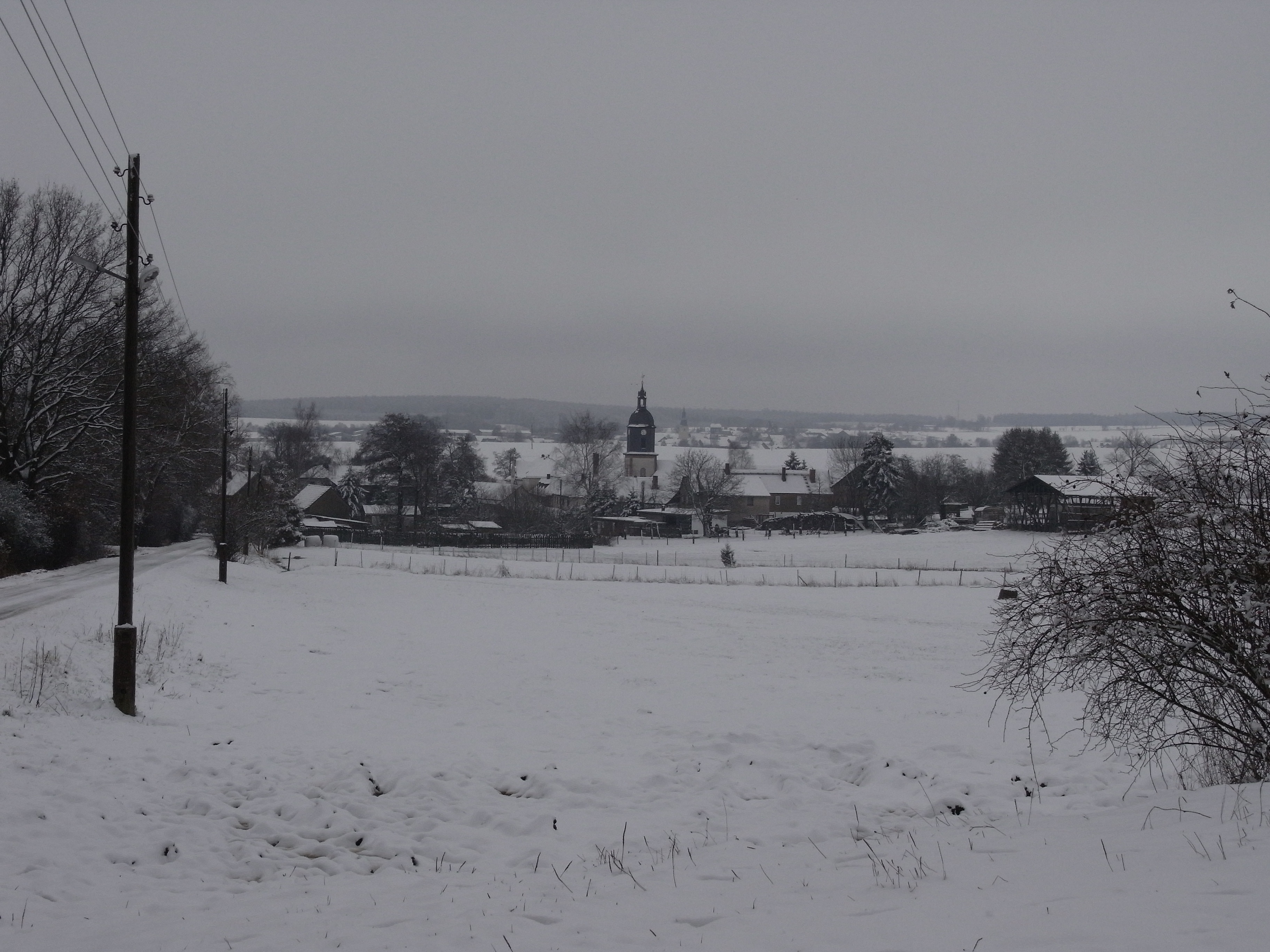
Blick auf das winterliche Köthnitz
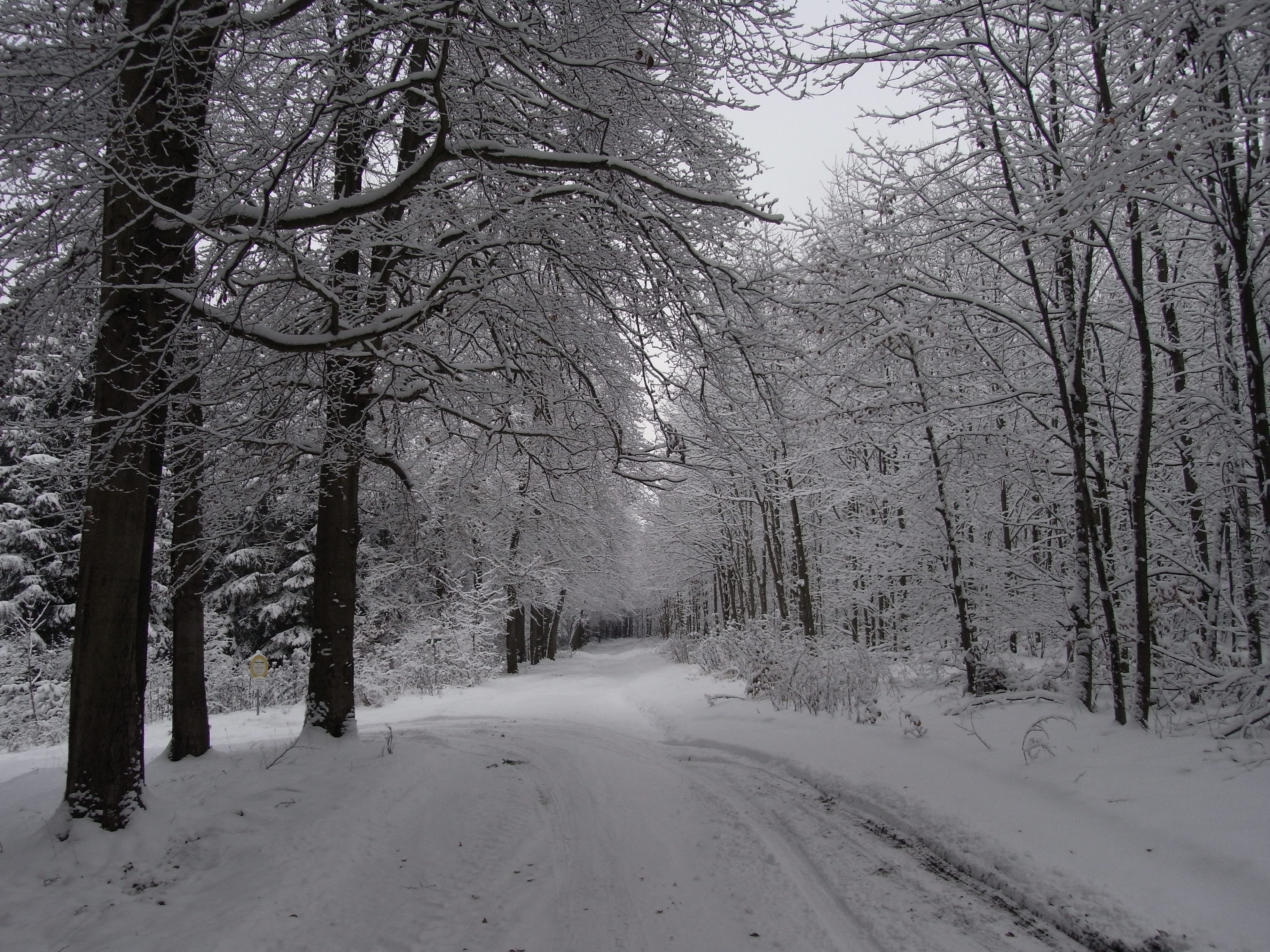
Schneewaldweg
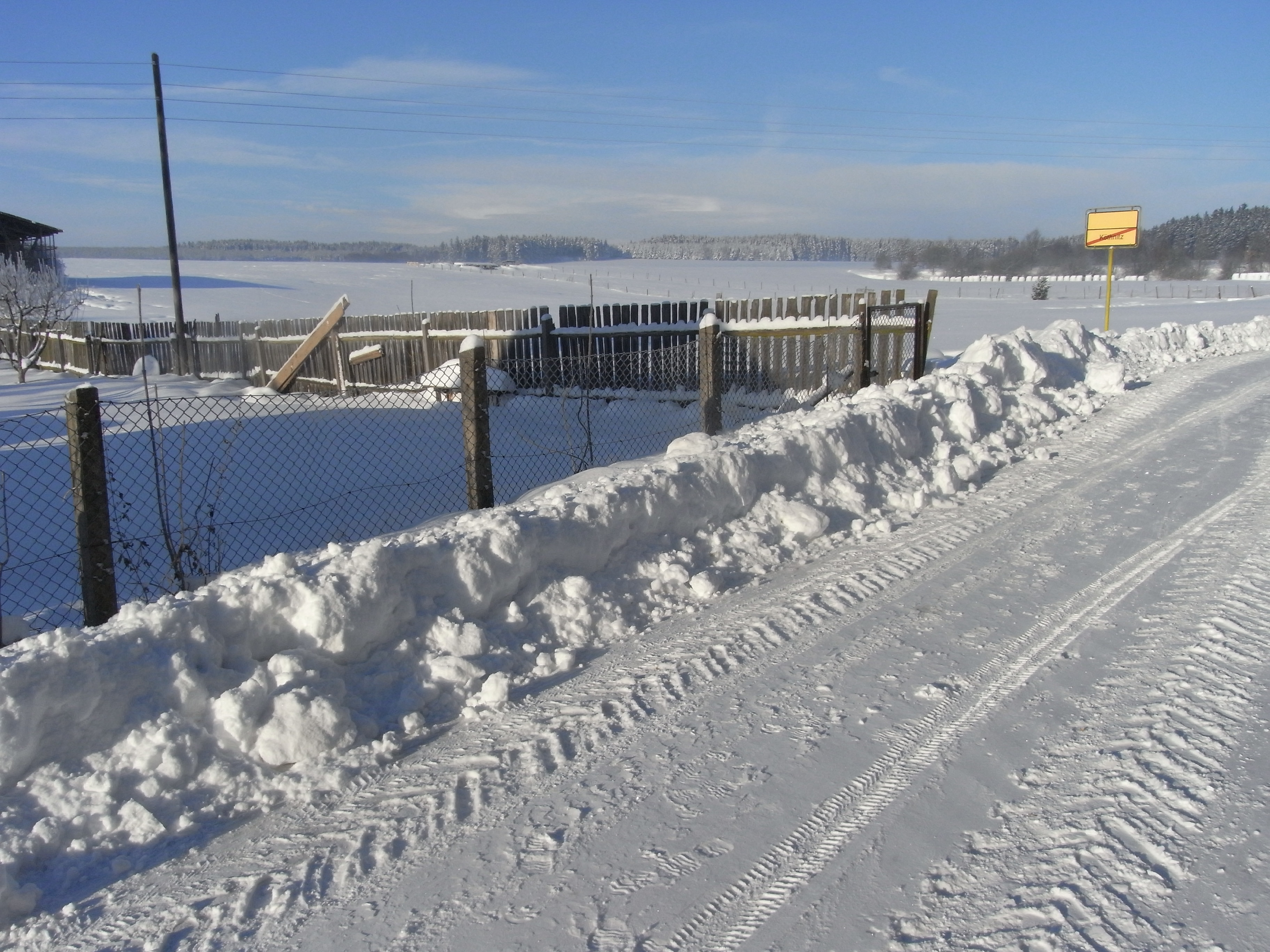
Ortsrand
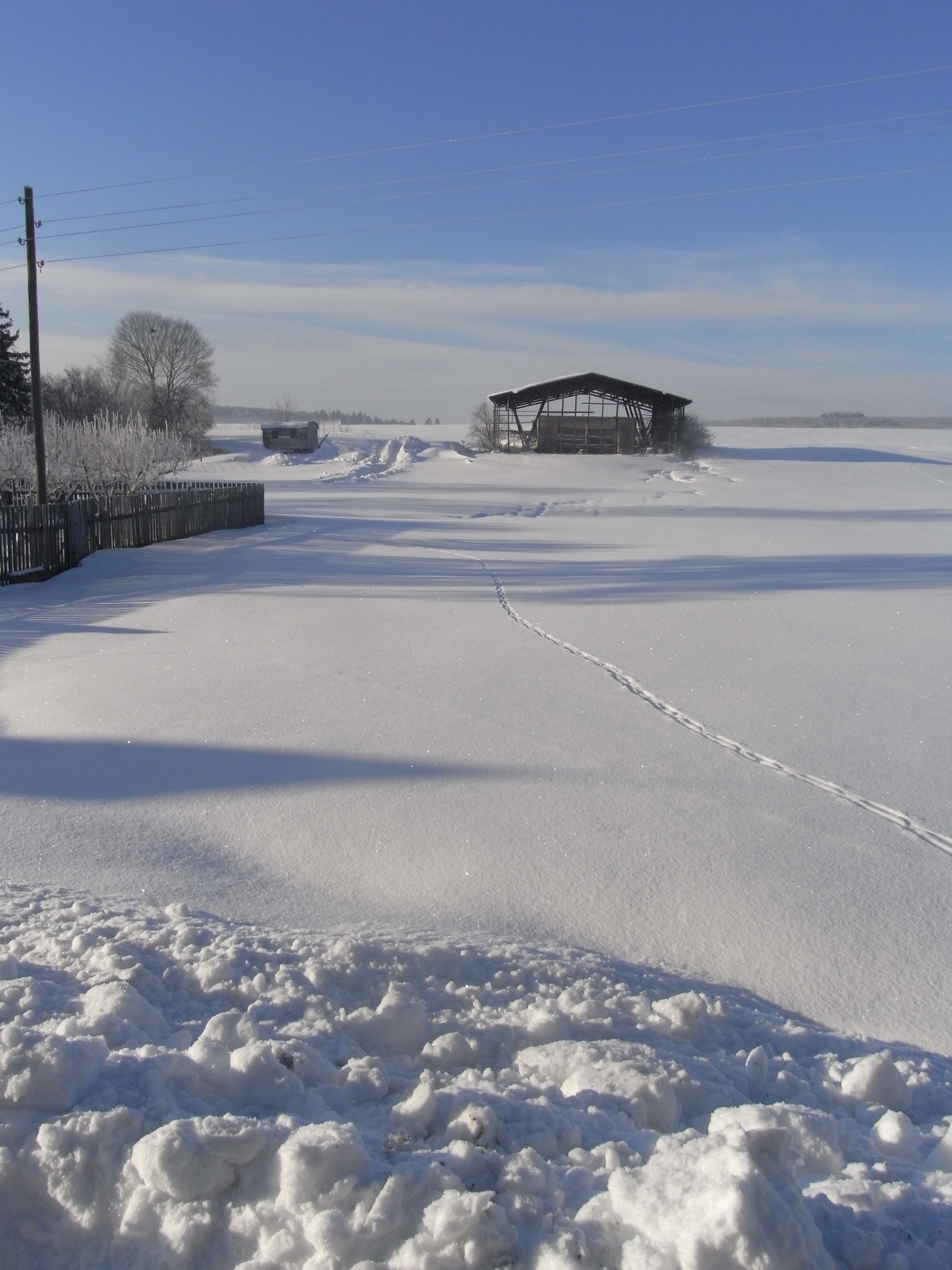
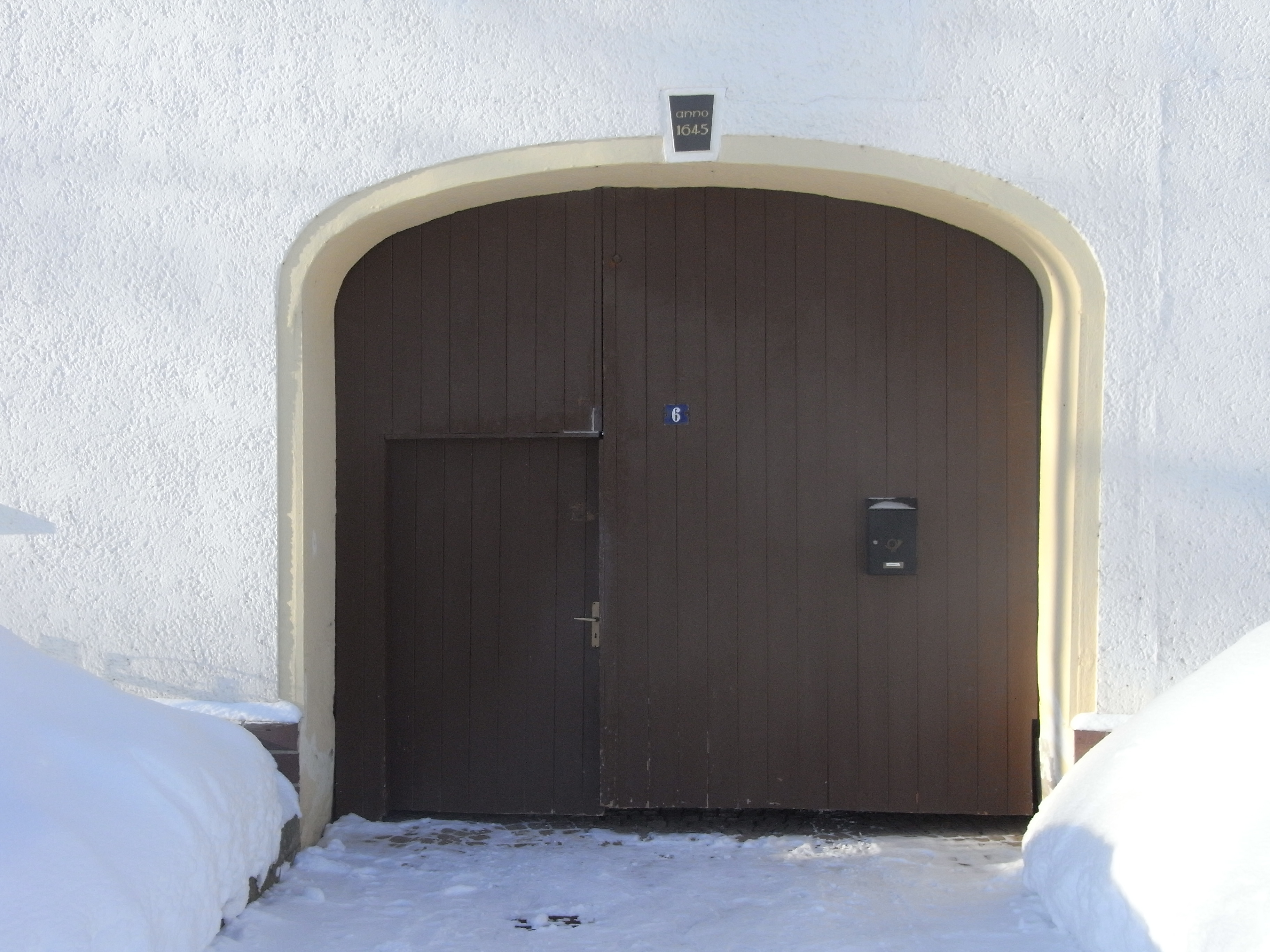
„anno 1645“
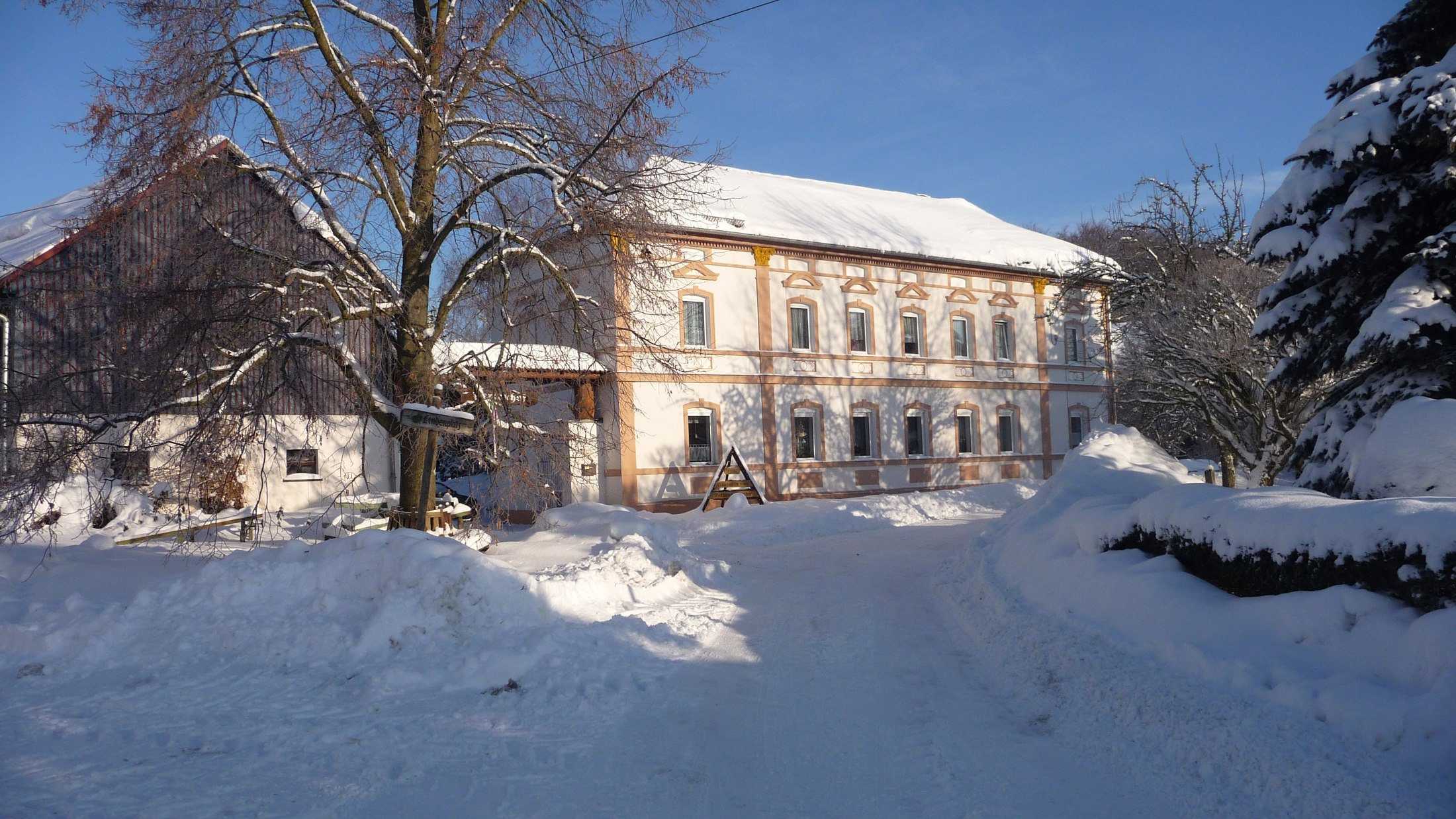
Köthnitz 11